# Wilhelm Fink (Geistlicher)
Wilhelm Fink OSB (* 9. Mai 1889 in Rottenburg an der Laaber als Rupert Fink; † 13. Februar 1965 in Metten) war ein deutscher Benediktinermönch, Historiker und Heimatforscher.

## Leben
Rupert Fink wurde in Rottenburg an der Laaber in Niederbayern als einziges Kind seiner Eltern geboren. Er war Schüler des Gymnasiums in Metten. Nach dem Abitur trat er in das Benediktinerkloster Metten ein. Die Mönchsgelübde legte er am 15. Oktober 1910 ab und nahm den Ordensnamen Wilhelm an. Danach studierte er Philosophie und Theologie. Am 3. August 1913 empfing er die Priesterweihe. Am 1. November 1913 folgte die Feierliche Profess. Ein Studium der alten Sprachen, Deutsch und Geschichte an den Universitäten in Würzburg und München schloss sich an. Von 1918 bis 1953 war Fink Lehrer am Mettener Gymnasium.
1920 wurde Wilhelm Fink vom damaligen Abt Willibald Adam mit der Erforschung der Geschichte des Klosters Metten und der Bayerischen Benediktinerkongregation beauftragt. Von 1924 bis 1939 erschien seine dreibändige Entwicklungsgeschichte der Benedictinerabtei Metten sowie zahlreiche Beträge zur Geschichte der Bayerischen Benediktinerkongregation.
Ab 1922 war Fink Archivpfleger des Landkreises Deggendorf und Heimatpfleger der Stadt und des Landkreises Deggendorf. Von 1926 bis 1957 betreute er die Mettener Klosterbibliothek. Über 40 Jahre, von 1923 bis 1963, betreute er sonn- und feiertags als Frühmesser die Schlosskapelle Offenberg, die damals im Besitz der Grafenfamilie Bray-Steinburg war.

## Ehrungen
- Ehrenbürger von Deggendorf, Rottenburg und Metten
- Bundesverdienstkreuz am Bande (8. November 1955)[1]
- Wilhelm-Fink-Straße in Metten, Deggendorf und Rottenburg an der Laaber

## Schriften
- 1200 Jahre Regensburger Bistumsgeschichte – ein Überblick. In: Jahresbericht des Vereins zur Erforschung der Regensburger Diözesangeschichte 13, Metten, 1939, Seite 1–25.
- Abtei Metten an der Donau – Kirche, Bibliothek, Festsaal. Landkreis Deggendorf. Bistum Regensburg. 2. Auflage, Schnell & Steiner, München, Zürich, 1957, 17 Seiten, (Kunstführer f. alle bedeut. Kirchen Süddeutschlands)
- Amerikanische Truppen besetzen Metten. In: Alt- und Jung-Metten, Metten, 1995, Seite 144–150, (AJM-Reprint)
- Aus dem Leben eines alten Gäupfarrers. In: Altbairischer Volks- und Heimatkalender, Passau, 1998, Seite 84–87.
- Auszüge aus einer Regensburger Bischofsmatrikel des 16. Jahrhunderts. In: Jahresbericht des Vereins zur Erforschung der Regensburger Diözesangeschichte 5, Metten, 1930, 102 Seiten
- Beim Verbrennen stinkt das Holz – P. Wilhelm Fink schrieb 1949 über die Mettener Klosterbibliothek. In: Altbairischer Volks- und Heimatkalender, Passau, 1999, Seite 77–78, (Geschichte und Geschichten)
- Beiträge zur ältesten Baugeschichte der ehemaligen Klosterkirche von St. Emmeram in Regensburg. In: Verhandlungen des Historischen Vereins für Oberpfalz und Regensburg, Regensburg, 1953, Seite 139–146
- Beiträge zur Geschichte der bayerischen Benediktinerkongregation – eine Jubiläumsschrift 1684–1934. Oldenbourg, München, 1934, 403 Seiten, (Studien und Mitteilungen zur Geschichte des Benediktinerordens und seiner Zweige)
- Beiträge zur Geschichte der Besiedelung des Bistums Regensburg. In: Jahresbericht des Vereins zur Erforschung der Regensburger Diözesangeschichte 2, Metten, 1927, Seite 48–53.
- Beiträge zur Geschichte des Benediktinerordens in der Regensburger Diözese. In: Jahresbericht des Vereins zur Erforschung der Regensburger Diözesangeschichte 1, Metten, 1926, Seite 21–25.
- Deggendorf an der Donau die Stadtpfarrkirche, Patrozinium Mariä Himmelfahrt (15. August) – unmittelbare Stadt des Kreises Niederbaiern-Oberpfalz, Diözese Regensburg. In: Bayerische Ostmark, Dreifaltigkeitsverlag, München, 1936, 12 Seiten, (Kunstführer)
- Deggendorf, Geschichte einer niederbayerischen Stadt. In: Niederbayerische Leistungsschau, Deggendorf, Nothhaft, Deggendorf, 1956, Seite 29–76.
- Der hl. Albertus der Große und die Visitation der Benediktinerklöster des Bistums Regensburg. In: Jahresbericht des Vereins zur Erforschung der Regensburger Diözesangeschichte 7, Metten, 1932, Seite 18–21.
- Der selige Gamelbert. In: Zwölfhundert Jahre Bistum Regensburg, Regensburg, 1939, Seite 223–224.
- Der selige Kuno : Bischof von Regensburg 1126–1132. In: Zwölfhundert Jahre Bistum Regensburg, Regensburg, 1939, Seite 224–225.
- Die Benediktinerabtei Metten und ihre Beziehungen zur Kunst. Hölzel, Wien, 1922, 44 Seiten, (Süddeutsche Kunstbücher)
- Die Benediktinerklöster in der Diözese Regensburg. In: Zwölfhundert Jahre Bistum Regensburg, Regensburg, 1939, Seite 154–159.
- Die Mettener Stiftskirche – ihre Geschichte und ihre Kunst. In: Beilage zum Jahresbericht des humanistischen Gymnasiums Metten, 1920, 84 Seiten
- Elfhundert Jahre Benediktiner-Abtei St. Emmeram – ein geschichtlicher Rückblick. In: Unser Heimatland 17/18, Regensburg, 1952
- Entwicklungsgeschichte der Benedictinerabtei Metten. Oldenbourg, München, (Studien und Mitteilungen zur Geschichte des Benediktinerordens und seiner Zweige / Ergänzungshefte; ...)
- Geschichte der Diözese Regensburg: Abschnitt der Regensburger Bistumsgeschichte 1260–1507. In: Jahresbericht des Vereins zur Erforschung der Regensburger Diözesangeschichte 12, Metten, 1938, Seite 5–56.
- Geschichte der Diözese Regensburg: Frühgeschichte. In: Jahresbericht des Vereins zur Erforschung der Regensburger Diözesangeschichte 11, Metten, 1936, Seite 5–63.
- Geschichte der Orden und religiösen Genossenschaften : in der Diözese Regensburg. In: Jahresbericht des Vereins zur Erforschung der Regensburger Diözesangeschichte 13, Metten, 1939, Seite 26–78.
- Geschichtliche Nachrichten über die hl. Hostien in der Grabkirche zu Deggendorf. Rothhaft, Deggendorf, 1928, 64 Seiten
- In St. Emmeram wachsen die Gelehrten – die wissenschaftlichen Leistungen der Benediktinerabtei St. Emmeram. In: Unser Heimatland 17/18, Regensburg, 1952
- Kirchen und Kapellen der Stadt Deggendorf. Baum, Erolzheim, 1955, 20 Seiten
- Kloster Metten. 5. Auflage, Schnell & Steiner, München, Zürich, 1977, 17 Seiten, (Kunstführer)
- Kloster Metten. Schnell & Steiner, München u. a., 1977, 17 Seiten, (Kunstführer)
- Kloster Metten. Schnell & Steiner, München u. a., 1989, 23 Seiten, (Kunstführer)
- P. Hieronymus Jung, OSB., von St. Emmeram, Regensburg als Vertreter seines Abtes Cölestin Vogl an der Römischen Kurie. In: Studien und Mitteilungen zur Geschichte des Benediktiner-Ordens und seiner Zweige 59, St. Ottilien, 1942, Seite 159–186.
- Rechte und Besitzungen Mettens in Regensburg. In: Die ostbairischen Grenzmarken 18, Passau, 1929, Seite 117–120.